# Solinger SC 95/98
Der Solinger SC 95/98 (offiziell: Solinger Sport-Club 95/98 e.V.) ist ein Sportverein in Solingen. Die erste Handballmannschaft nahm einmal am DHB-Pokal teil.

## Geschichte
Der Verein entstand am 24. April 1970 durch die Fusion des BSV Solingen 98 mit dem FC Solingen 95. Der Solinger SC 95/98 bietet die Sportarten Bogensport und Volleyball an. Die Handballer des BSV Solingen 98 wurden im Jahre 1965 Deutscher Meister im Feldhandball. Die Fußballer des BSV Solingen 98 nahmen 1907 und 1910 an der Westdeutschen Meisterschaft teil. Die Fußballer des FC Solingen 95 nahmen wiederum im Jahre 1913 an der Westdeutschen Meisterschaft teil.

### Handball
Die Handballer des Solinger SC stiegen 1971 aus der seinerzeit zweitklassigen Regionalliga West ab. In der Saison 1976/77 qualifizierten sich die Solinger für den DHB-Pokal. Nach einem 21:19-Sieg in der ersten Runde über den ATSV Habenhausen scheiterte die Mannschaft in Runde zwei mit 13:19 am Hamburger SV. Im Jahre 1998 ging die Handballabteilung im Sportring Solingen-Höhscheid-Widdert auf, der im gleichen Jahr mit dem PSV Jahn Solingen die SG Solingen bildete. Hieraus wurde im Jahre 2006 nach einer Teilfusion mit dem LTV Wuppertal der Bergische HC.

### Fußball
Gleich die erste Saison als Solinger SC 95/98 beendete die Mannschaft in der Bezirksklasse punktgleich mit dem Lokalrivalen TSV Solingen-Aufderhöhe. Das Entscheidungsspiel um den Aufstieg in die Landesliga wurde vor 1200 Zuschauern mit 0:1 verloren. Im Jahre 1980 folgte der Abstieg in die Kreisliga A und zwei Jahre später musste die Mannschaft in die Kreisliga B hinunter. Im Jahre 1984 gelang der Aufstieg in die Kreisliga A, dem der direkte Wiederabstieg folgte. Im Jahre 1989 gelang der erneute Aufstieg in die Kreisliga A, ehe die Mannschaft am Ende der Saison 1995/96 in die Bezirksliga zurückkehrte. Vier Jahre später folgte der Abstieg, dem der direkte Wiederaufstieg folgte. Im Jahre 2009 ging es erneut runter in die Kreisliga A. 
Im Jahre 2012 fusionierte die Fußballabteilung mit der des Sport-Rings Solingen Höhscheidt/Widdert zum Sport-Ring Solingen 1880/95. Dieser schloss sich am 15. Juni 2019 im Rahmen einer Verschmelzung dem TSV Solingen-Aufderhöhe an. Fusionsgegner gründeten daraufhin den Sport-Ring Solingen-Höhscheid 1880/2019, der zum 1. Juli 2023 mit dem 1. FC Solingen und Osmanlispor Solingen zum 1. FC Sport-Ring Solingen fusionieren wird.

## Persönlichkeiten
- Helmut Domagalla
- Dirk Hupe
- Adrian Stanilewicz